# Nepal Samyabadi Party (Marksbadi-Leninbadi-Maobadi)
Nepal Samyabadi Party (Marksbadi-Leninbadi-Maobadi) (paraules nepaleses que volen dir Partit Comunista del Nepal (Marxista-Leninista-Maoista) fou un partit polític del Nepal que es va formar per escissió del Partit Comunista del Nepal (Marxista-Leninista-Maoista) als anys noranta i per distingir-lo es va anomenar també Nepal Samyabadi Party (Malema) o Partit Comunista del Nepal (Samyabadi).
El secretari general fou Nanda Kumar Prasai, i un dirigent destacat fou Kumar Belbase. Fou membre del Front Unit de l'Esquerra.
El 2005 es va reunificar amb el Partit Comunista del Nepal (Marxista-Leninista-Maoista) i es va formar el Partit Comunista del Nepal (Unificat Marxista-Leninista-Maoista).